# Çumra (district)
Çumra is een Turks district in de provincie Konya en telt 64.247 inwoners (2007). Het district heeft een oppervlakte van 2217,8 km². Hoofdplaats is Çumra.
De bevolkingsontwikkeling van het district is weergegeven in onderstaande tabel.
| 1997   | 2000    | 2007   |
| ------ | ------- | ------ |
| 94.225 | 104.576 | 64.247 |